# Tadorne à tête grise
Tadorna cana · Tadorne du Cap
Espèce
Statut de conservation UICN

 LC  : Préoccupation mineure
Le Tadorne à tête grise ou Tadorne du Cap (Tadorna cana) est une espèce d'oiseaux appartenant à la famille des anatidés.

## Description

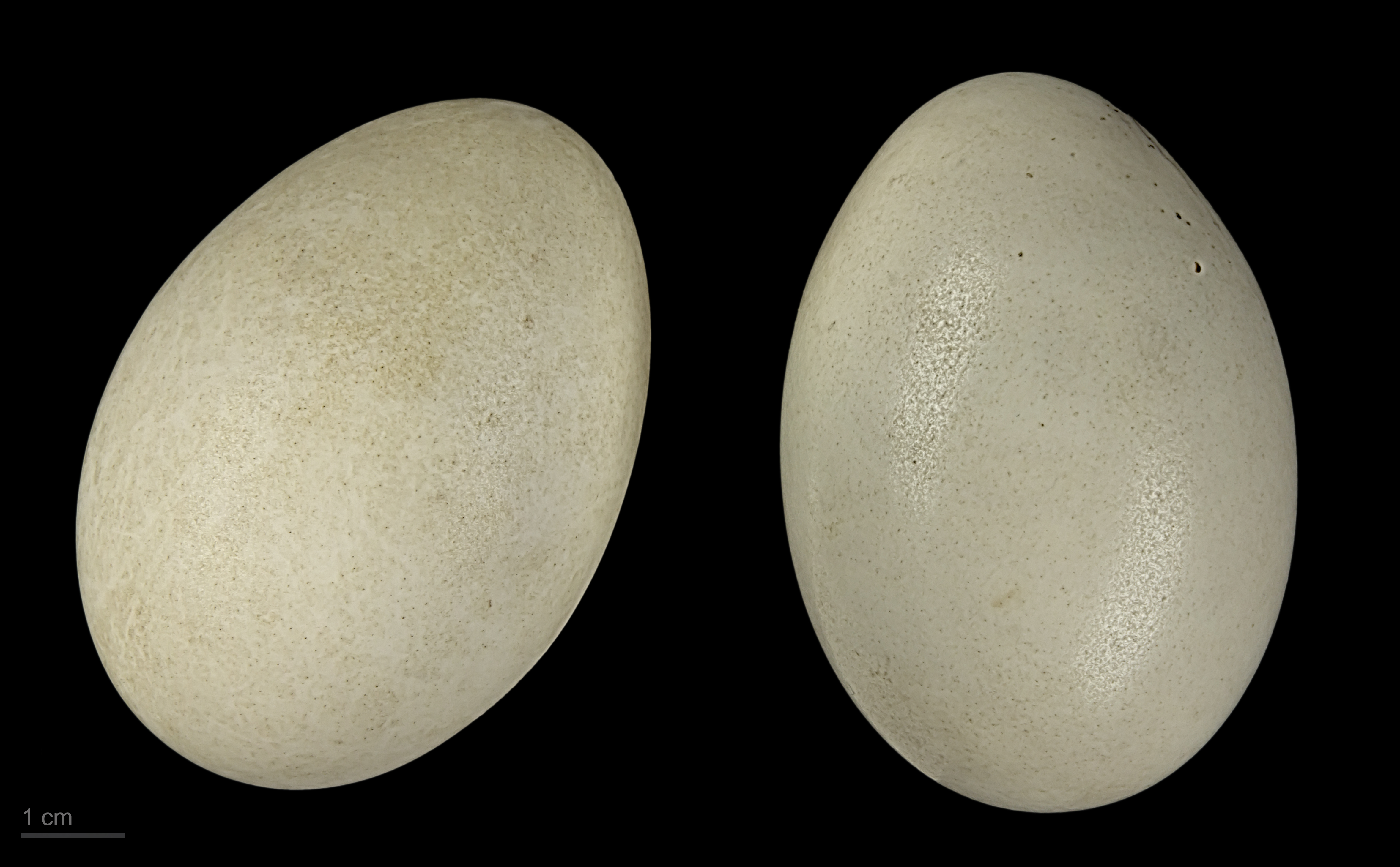
Tadorna cana - MHNT

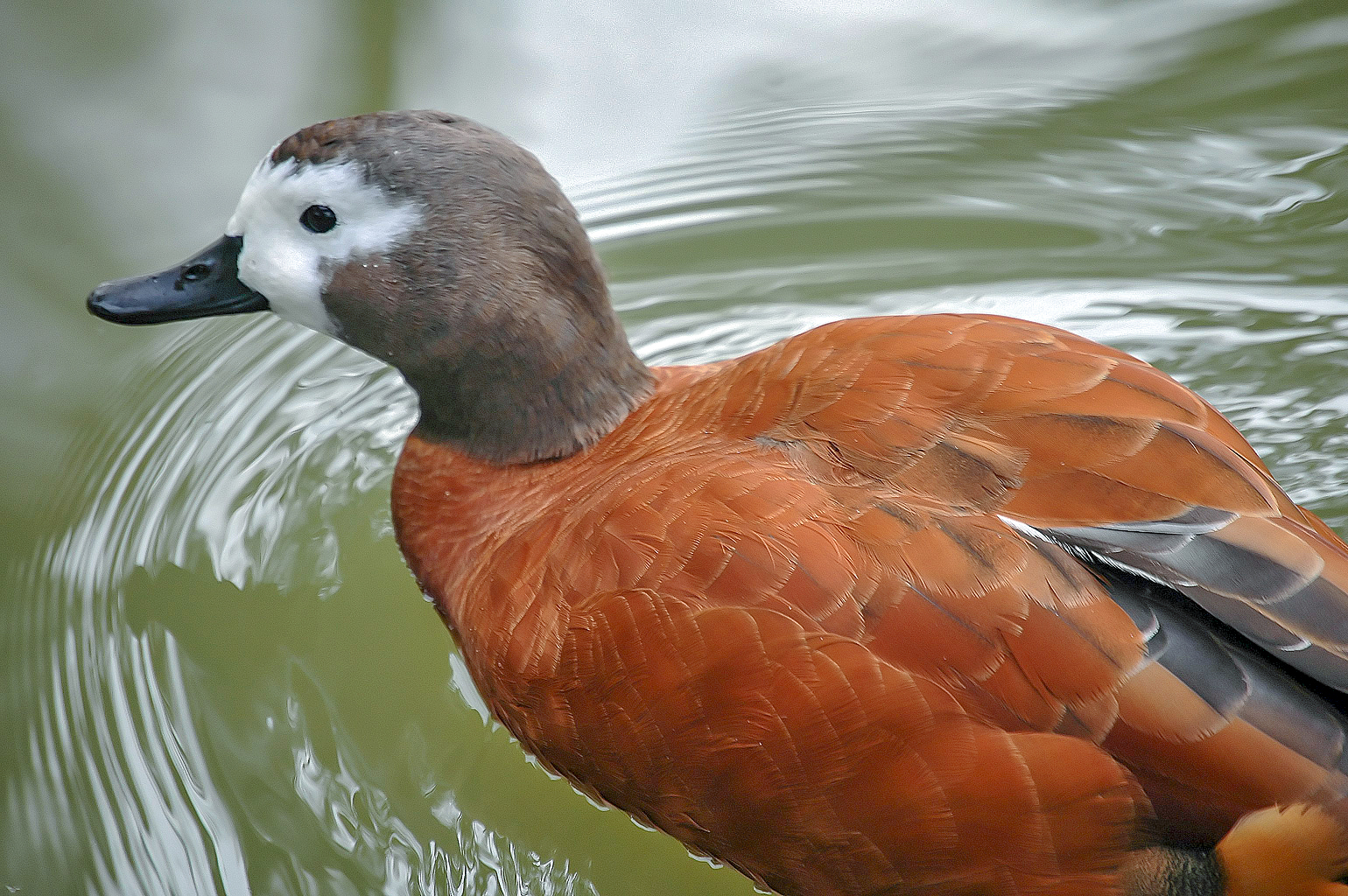
Femelle adulte.

Cet oiseau mesure entre 61 et 66 cm. Son plumage est identique à celui du tadorne casarca sauf pour la tête qui est grise. La femelle a l'avant de la tête blanc jusqu'à l'œil tandis que le reste de la tête est gris.

## Répartition
Cette espèce vit principalement en Afrique du Sud et en Namibie.

## Habitat
Cet oiseau fréquente les lacs et les cours d'eau en milieu ouvert.

## Populations
La population est estimée à 50 000 individus, l'espèce n'est pas menacée.